# المعهد العالي للفنون الشعبية
المعهد العالي للفنون الشعبية  صدر قرار رئيس الجمهورية رقم 164 لسنة 1981 بإنشاء المعهد العالي للفنون الشعبية، ويضم إليه مركز دراسات الفنون الشعبية وتبعيتهما لأكاديمية الفنون.

## أهداف المعهد
يهدف المعهد العالي للفنون الشعبية إلى إعداد نخبة من الدارسين والباحثين المتخصصين في مجال الفنون الشعبية والاتجاه بهم اتجاهاً قوميا يرعى تراث البلاد وأصالته.

## أقسام المعهد
لم يقم المعهد على أقسام وإنما يتكون من التخصصات الأكاديمية التالية:
- تخصص نظريات الفولكلور ومناهجه.
- تخصص تقنيات البحث الميداني (تصوير- تسجيل- فيديو- سينما....).
- تخصص وسائل وطرق حفظ المادة الشعبية وعرضها(أرشيف- أطلس- متحف....).
- تخصص الأدب الشعبي.
- تخصص العادات والتقاليد الشعبية.
- تخصص الثقافة المادية (الحرف الشعبية - العمارة الشعبية- الأزياء الشعبية- أدوات العمل..).
- تخصص المعتقدات الشعبية.
- تخصص فنون التشكيل الشعبي.
- تخصص الغناء والموسيقى الشعبية.
- تخصص الرقص والألعاب الشعبية.

## الدرجات العلمية
يمنح المعهد العالي للفنون الشعبية الدرجات العلمية التالية:
1. درجة الماجستير في الفنون الشعبية
2. درجة دكتوراه الفلسفة في الفنون الشعبية.

## شروط القبول بالمعهد
1- مرحلة دبلوم الدراسات العليا:

يشترط في قيد الطالب بمرحلة دبلوم الدراسات العليا ما يأتي:
1. أن يكون حاصلا على بكالوريوس أو ليسانس من معاهد أكاديمية الفنون أو إحدى كليات الجامعات المصرية أو أي درجة علمية معادلة لها من معهد آخر معترف به من الأكاديمية بتقدير عام جيد على الأقل، ويلتحق الطالب في التخصص الدقيق وفقا لمجال دراسته الجامعية الأولى.
2. يجوز بقرار من مجلس المعهد بعد موافقة مجلس الأكاديمية قبول دارسين من غير الحاصلين على تقدير جيد، وتكون الأولوية في هذه الحالة للعاملين في مجالات الفنون الشعبية والثقافة الجماهيرية والإعلام وما في حكمها، وتعد هذه الدراسة مرحلة منتهية ولا يسمح لهم بالتسجيل للماجستير أو الدكتوراه ويمنحون دبلوما في الفنون الشعبية.
3. أن يجتاز اختبارات القبول التي يجريها المعهد ويحددها مجلس المعهد.
4. مدة الدراسة لدبلوم الدراسات العليا سنتان جامعيتان.
5. تكون الامتحانات في مقررات دبلوم الدراسات العليا تحريرية ومدة كل امتحان تحريري في أي مقرر ثلاث ساعات.
6. يحرم الطالب من دخول الامتحان إذا قلت نسبة مواظبته على حضور الدروس عن 75% في كل مقرر.
7. يعقد الامتحان لدبلوم الدراسات العليا على أساس نظام الفصول الدراسية.

2- درجة الماجستير:
1. يشترط في قيد الطالب للحصول على الماجستير في الفنون الشعبية أن يكون حاصلا على الدرجة الجامعية الأولى بتقدير عام جيد على الأقل، وأن يكون حاصلا على دبلوم الدراسات العليا من المعهد العالي للفنون الشعبية، وأن يكون حاصلا على تقدير جيد على الأقل في كل من التقديرين العام ومادة التخصص.
2. يقوم الطالب بإعداد مشروع بحثه لرسالة الماجستير يقره مجلس الدراسات العليا والبحوث بالأكاديمية بناء على اقتراح مجلس المعهد.
3. يتابع الطالب خمس حلقات بحث على الأقل، ويجتازها بنجاح قبل أن يتقدم برسالته إلى لجنة التحكيم.
4. يتعين على الطالب المواظبة على حضور قاعات البحث بنسبة لا تقل عن 75% في كل مقرر.
5. يقوم الطالب بإعداد رسالة ماجستير ويشترط مرور عام على الأقل بعد التسجيل من تاريخ موافقة مجلس المعهد، ولا تزيد مدة القيد عن خمس سنوات، ولمجلس المعهد أن يمنح الطالب عامين آخرين استنادا لأسباب قهرية يقرها المجلس بناء على تقرير المشرف.

3- درجة الدكتوراه:

يشترط في قيد الطالب لنيل درجة الدكتوراه في الفنون الشعبية:
1. أن يكون حاصلا على درجة الماجستير في الفنون الشعبية بتقدير جيد على الأقل من المعهد العالي للفنون الشعبية، أو على درجة معادلة لها في التخصص من معهد علمي آخر معترف به من الأكاديمية.
2. يقوم الطالب بإعداد مشروع بحثه لرسالة الدكتوراه يقره مجلس الدراسات العليا والبحوث بالأكاديمية بناء على اقتراح مجلس المعهد.
3. يتابع الطالب خمس حلقات بحث، ويجتازها بنجاح قبل أن بتقدم برسالته إلى لجنة الحكم.
4. يتعين على الطالب المواظبة على حضور قاعات البحث بنسبة لا تقل عن 75% في كل مقرر.
5. يقوم الطالب ببحث مبتكر لرسالة الدكتوراه، ولا تزيد مدة القيد عن خمس سنوات، ولا تقل عن سنتين، ولمجلس المعهد أن يمنح الطالب عامين آخرين استنادا لأسباب قهرية يقرها المجلس بناء على تقرير المشرف.